# 新睫螳属
新睫螳属（学名：Neocilnia）为纤螳科的一个属。

## 下属物种
本属包括以下物种：
- 纤细新希氏螳 Neocilnia gracilis Beier, 1930